# كليف أندرسون
كليف أندرسون (بالإنجليزية: Cliff Anderson)‏ مواليد 7 سبتمبر 1944، هو لاعب كرة سلة أمريكي معتزل. بدأ مسيرته الاحترافية في سنة 1967. تم اختياره من قبل فريق لوس أنجلوس ليكرز خلال الدرافت. يبلغ طوله 6 قدم 2 بوصة (1.9 م). اعتزل اللعب في 1972.

## المسيرة الاحترافية
لعب مع لوس أنجلوس ليكرز من سنة 1967 إلى 1969، ثم لعب مع دنفر ناغتس في موسم 1969–70 ، ثم لعب مع كليفلاند كافالييرز في موسم 1970–71 ، ثم لعب مع فيلادلفيا سفنتي سيكسرز في موسم 1970–1971.

## روابط خارجية
- كليف أندرسون على موقع إن بي أي (الإنجليزية)
- كليف أندرسون على موقع سبورتس رفرنس (الإنجليزية)
- كليف أندرسون على موقع كلية كرة السلة في سبورتس رفرنس.كوم (الإنجليزية)
- كليف أندرسون على موقع ريلجم (الإنجليزية)
- كليف أندرسون على موقع بروبوليرز (الإنجليزية)